# Vauquelin (1931)
Vauquelin var det första fartyget i sin klass av sex stora jagare (contre-torpilleurs) som byggdes för den franska flottan (Marine Nationale) under 1930-talet. Fartyget togs i tjänst 1934 och tillbringade större delen av sin karriär i Medelhavet. Under det spanska inbördeskriget 1936-1939 var hon ett av de fartyg som hjälpte till att upprätthålla icke-interventionsavtalet. När Frankrike förklarade krig mot Tyskland i september 1939 tilldelades alla Vauquelin-klass jagare till högsjöstyrkorna (Forces de haute mer (FHM)) som hade till uppgift att eskortera franska konvojer och stödja de andra kommandona vid behov. Vauquelin eskorterade ett par tunga kryssare till Franska Västafrika, men stannade i övrigt kvar i Medelhavet under hela kriget.
Vichyfrankrike reformerade FHM efter den franska kapitulationen i juni. Hon transporterade ammunition till franska Libanon efter att det invaderats av de allierade styrkorna i juni 1941 och försökte sedan utan framgång att transportera förstärkningar dit följande månad. Vauquelin sänktes i Toulon när tyskarna ockuperade Vichyfrankrike i november 1942. Fartyget skadades under en allierad flygräd och bärgades inte i någon större utsträckning under kriget och vraket bröts upp 1951.

## Design och beskrivning

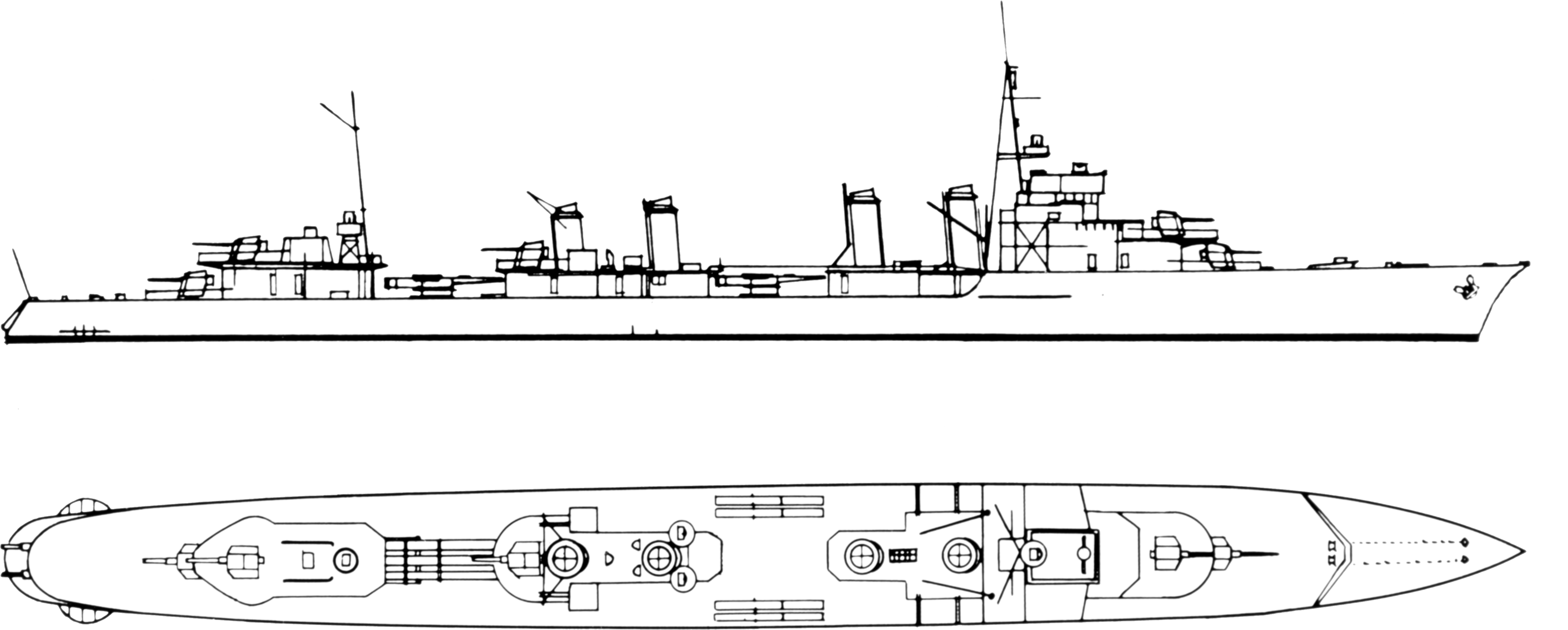
Planritning över en Vauquelin-klass jagare

Fartygen i Vauquelin-klassen konstruerades som förbättrade versioner av de tidigare jagarna i Aigle-klassen. De hade en total längd på 129,3 meter, en bredd på 11,8 meter, och ett djupgående på 4,97 meter. Fartygens deplacement var 2 441 ton vid standardlast och 3 120 ton vid fullast. De drevs av två växlade ångturbiner som var och en drev en propelleraxel med ånga från fyra Du Temple-pannor. Turbinerna var konstruerade för att producera 64.000 hästkrafter (47.000 kW; 63.000 shp), vilket kunde driva fartygen i 36 knop (67 km/h). Under sjötesterna den 7 april 1933 gav Vauquelins Parsons-turbiner 79 846 PS (58 727 kW; 78 754 shp) och hon nådde 39,7 knop (73,5 km/h) under en timme. Fartygen medförde tillräckligt med bränsle för att ge dem en räckvidd på 3 000 nautiska mil (5 600 km) vid 14 knop (26 km/h). Besättningen bestod av 10 officerare och 201 sjömän i fredstid och 12 officerare och 220 man i krigstid.
Vauquelin-klassens huvudbestyckning bestod av fem 13,9 cm kanoner av modell 1927 i enkla skyddade fästen, ett par för och akter om överbyggnaden och den femte kanonen bakom den aktre skorstenen. Deras luftvärn bestod av fyra 37-millimeters Modèle 1927-kanoner i enkelmontage placerade midskepps och två tvillingmontage för 13,2-millimeters Hotchkiss Modèle 1929-kulsprutor på fördäcket bredvid bryggan. Fartygen hade två tvillingfästen för 55 cm torpedtuber över vattnet, ett par på varje bredsida mellan varje par skorstenar samt ett trippelfäste akter om det bakre paret skorstenar som kunde avfyras åt båda sidor. Ett par sjunkbombsrälsar var inbyggda i aktern; dessa rymde totalt sexton 200-kilos sjunkbomber, med ytterligare åtta i reserv. De var också utrustade med ett par sjunkbombskastare, en på varje sida jämsides med de akterliga skorstenarna, för vilka de hade ett dussin 100 kilogram sjunkbomber. Fartygen kunde utrustas med räls för att släppa 40 Breguet B4 530 kilogram sjöminor.

### Modifikationer
Sjunkbombskastarna avlägsnades 1936 och fler 200-kilos sjunkbomber fördes i deras ställe. Fartygets 13,2-millimeters kulsprutor placerades om framför bryggan i början av 1939. De fyra enkla 37 kanonerna ombord på Vauquelin ersattes av ett par dubbelmonterade i maj 1940. Efter krigsutbrottet i september omprövade flottan sin taktik för ubåtsjakt och återinförde ett par sjunkbombskastare, även om dessa var av en äldre modell än den som tidigare installerats. Vauquelin fick sin i juni 1940 och hon utrustades med ett brittiskt Alpha 128 ASDIC-system senare i december. Ett par Browning 13,2-millimeters kulsprutor installerades akter om stormasten i slutet av 1940 och början av 1941. Under fartygets luftvärnsombyggnad den 6 augusti - 7 september ersattes stormasten av en plattform för de två 37-millimeters dubbelmonterade kanonerna och en Browning kulspruta, Hotchkiss kulsprutorna flyttades till nya plattformar mellan skorstenarna och deras tidigare positioner ockuperades av nya Brownings.

## Konstruktion och tjänstgöring

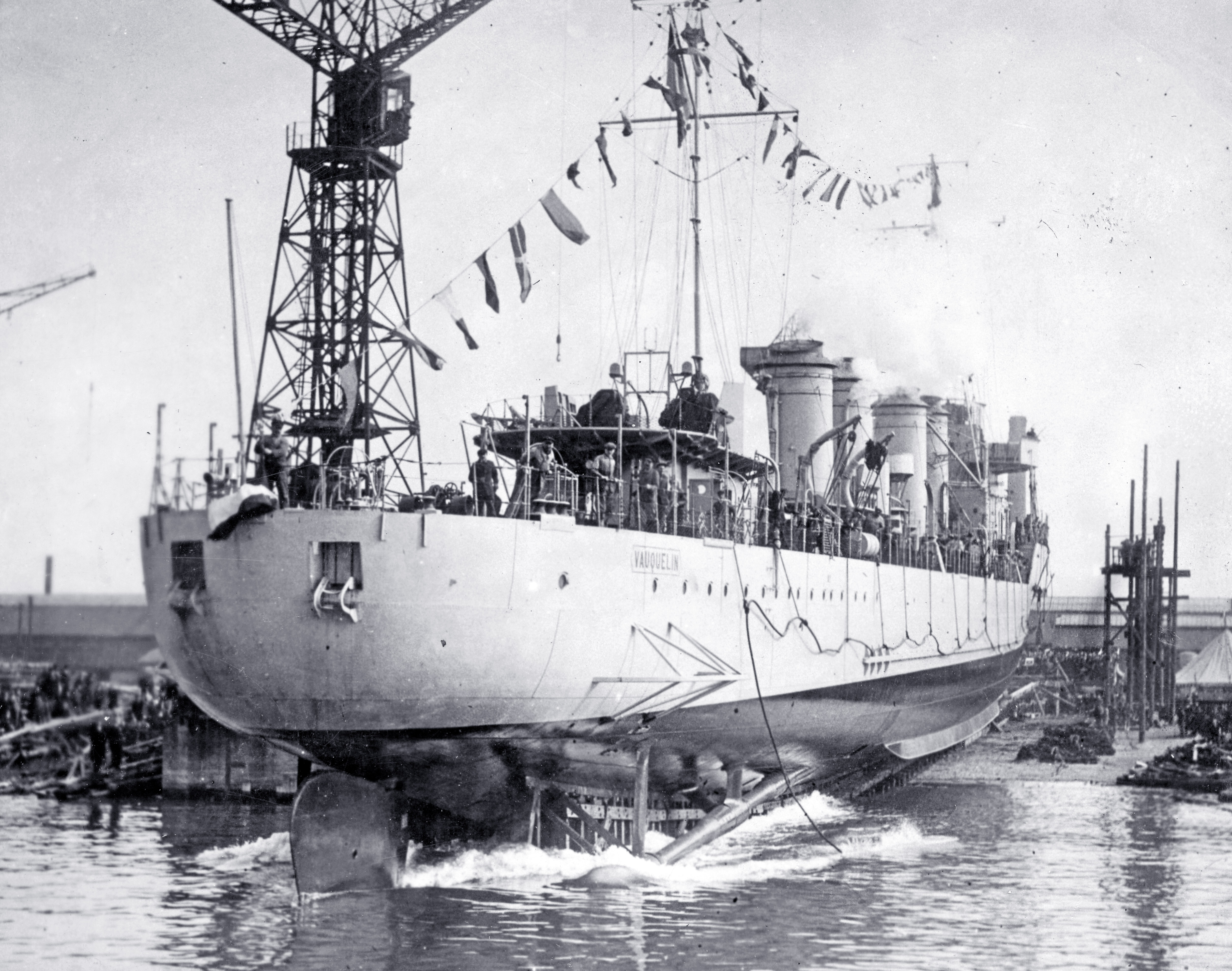
Vauquelin sjösätts den 29 september 1932

Vauquelin, uppkallad efter Jean Vauquelin, beställdes den 1 februari 1930 från Ateliers et Chantiers de France som en del av 1929 års flottprogram. Hon kölsträcktes på deras varv i Dunkerque den 13 mars 1930, sjösattes den 29 september 1932 och togs i tjänst den 28 mars 1934. Hennes inträde i tjänst försenades i flera månader på grund av en skadad propeller och hon träffade sedan en sten under sina sjötester som skadade 40 meter av hennes skrovplåt.
När Vauquelin-klassen togs i tjänst tilldelades de den 5:e och den nybildade 6:e lätta divisionen (Division légère (DL)) som senare ombetecknades till spaningsdivisioner (Division de contre-torpilleurs). Vauquelin och hennes systerfartyg Kersaint och Maillé Brézé tilldelades 6:e DL i 2:a lätta eskadern (2e Escadre légère) i 2:a eskadern (2e Escadre), baserad i Brest. Från den 5 augusti till den 23 september 1934 besökte Vauquelin Saint-Pierre och Miquelon, Halifax och Quebec för att fira 400-årsminnet av upptäcktsresanden Jacques Cartiers första besök i Kanada. Kort efter sin återkomst överfördes 6th DL till gruppen av stora jagare (Groupe de contre-torpilleurs (GCT)) i 1:a skvadronen (1e Escadre) i Toulon i oktober och den omnumrerades till 9th. Den 27 juni 1935 deltog alla Vauquelin-jagare, utom Cassard, i en flottuppvisning ledd av marinministern (Ministre de la Marine) François Piétri i Baie de Douarnenez efter kombinerade manövrar av 1:a och 2:a skvadronerna.
Efter det spanska inbördeskrigets utbrott i juli 1936 fick contre-torpilleurs och jagare i Medelhavet i uppdrag att hjälpa franska medborgare i Spanien och att patrullera de övervakningszoner som tilldelats Frankrike med en månatlig rotation som började den 24 september som en del av icke-interventionsavtalet. GCT återgick till sin tidigare beteckning 3:e lätta skvadronen den 15 september. Från och med den 1 oktober tillhörde Vauquelin, Tartu och Chevalier Paul den 5:e lätta divisionen medan Kersaint, Maillé Brézé och Cassard tillhörde den 9:e, vilka båda tillhörde Medelhavsskvadronen som den 1:a skvadronen nu kallades. I maj-juni 1938 seglade Medelhavseskadern i östra Medelhavet; eskadern ombetecknades till Medelhavsflottan (Flotte de la Méditerranée) den 1 juli 1939.
Den 27 augusti 1939, i väntan på krig med Nazityskland, planerade den franska marinen att omorganisera Medelhavsflottan till FHM med tre eskadrar. När Frankrike förklarade krig den 3 september beordrades omorganisationen och 3:e lätta skvadronen, som inkluderade 5:e och 9:e spaningsdivisionerna med alla fartyg av Vauquelin-klass, tilldelades 3:e skvadronen. I mitten av oktober eskorterade Vauquelin och Maillé Brézé de tunga kryssarna Algérie och Dupleix till Dakar, Franska Västafrika, och eskorterade sedan en konvoj tillbaka hem. Den 5:e spaningsdivisionen med Vauquelin, Chevalier Paul och Tartu tilldelades preliminärt Force Z som skulle ha bildats i början av 1940 för att stödja finnarna under vinterkriget mot Sovjetunionen om finnarna inte hade tvingats underteckna fredsfördraget i Moskva i mars. Tre dagar efter den franska kapitulationen den 22 juni var alla Vauquelin-jagare förlagda i Toulon, förutom Kersaint i Mers-el-Kébir, Franska Algeriet.
Den franska Vichy-regeringen återupprättade FHM den 25 september efter att ha förhandlat fram regler som begränsade styrkans aktiviteter och antal med de italienska och tyska vapenstilleståndskommissionerna. Vauquelin, Tartu och Chevalier Paul tilldelades FHM den 15 november. Efter att de allierade invaderat Libanon och Syrien den 8 juni 1941 beordrade amiral François Darlan, krigs- och försvarsminister i Vichy-regeringen, Chevalier Paul att transportera ammunition till de franska fartygen i Beirut, Franska Libanon, med avresa den 11 juni. Han hade begärt tillstånd att göra detta via ett radiomeddelande som britterna avkodade och varnade dem för fartygets uppdrag och rutt. Chevalier Paul sänktes tidigt på morgonen den 16 juni av torpedflygplan baserade på Cypern och Vauquelin skickades följande dag med 800 patroner 13,9 cm ammunition. Utan att upptäckas av britterna nådde hon Beirut den 21 juni, men skadades dagen därpå av tre Bristol Blenheim-bombplan som träffade fartyget sex gånger, dödade fem besättningsmän och skadade sjutton.

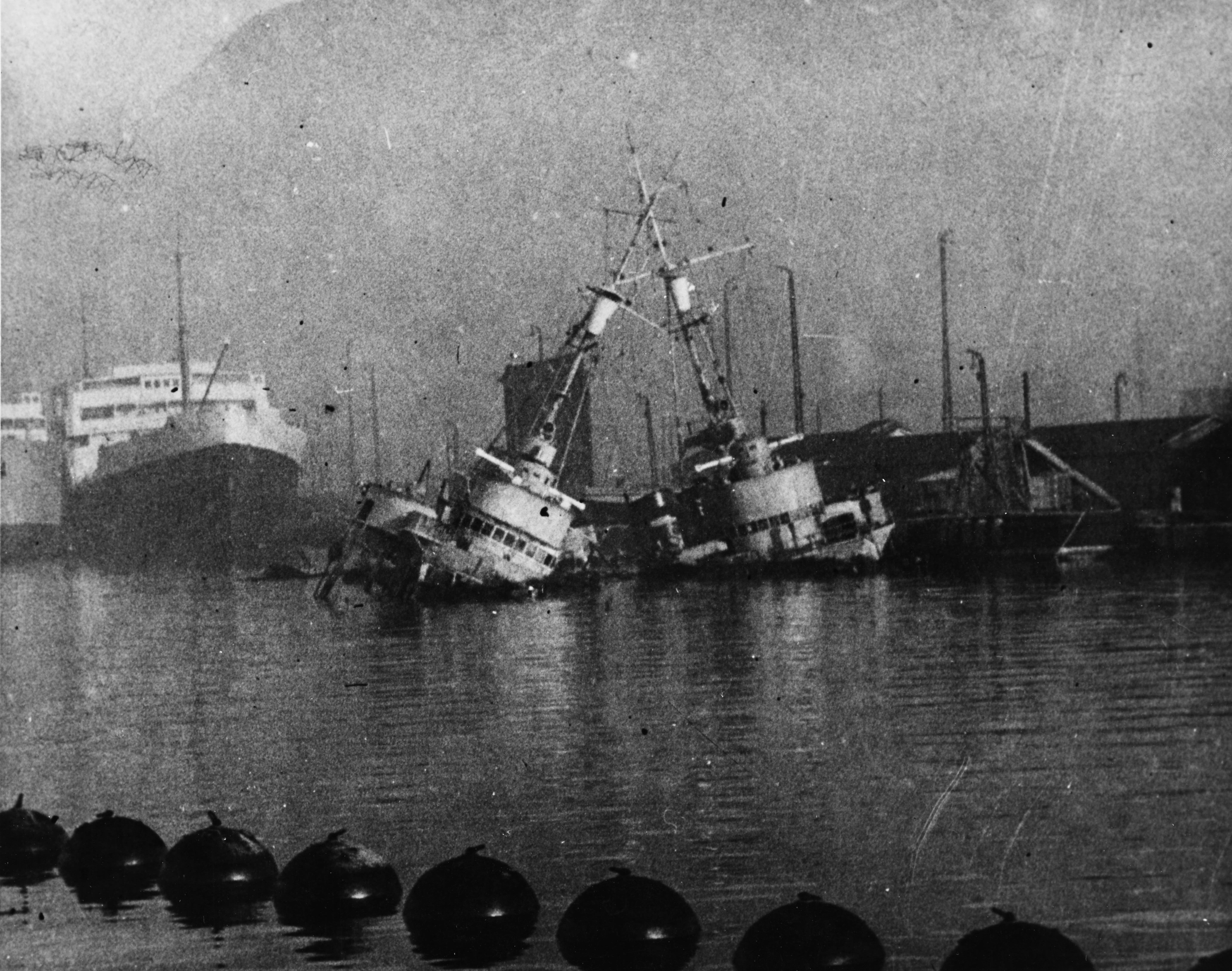
Vauquelin (vänster) och Kersaint sänkta i Toulon, 27 november 1942

Vauquelin och två andra contre-torpilleurs, Guépard och Valmy, som ursprungligen var baserade i Beirut, seglade den 29 juni med destination Thessaloniki i det axelmaktskontrollerade Grekland. De lastade 450 man från en bataljon av algeriskt lätt infanteri (Tirailleurs algériens) och 90 ton förnödenheter som förstärkning till Libanon. Fartygen avgick den 5 juli, men upptäcktes av ett brittiskt spaningsflygplan på vägen och återvände till Thessaloniki den 9 juli i enlighet med sina order att vända tillbaka om de upptäcktes. Alla tre anlände till Toulon den 22 juli.
Vauquelin förflyttades till Alger, franska Algeriet, i början av december för att förbereda sig för att eskortera det skadade slagskeppet Dunkerque tillbaka till Toulon i februari 1942. Efter att de allierade invaderat franska Nordafrika den 8 november försökte tyskarna erövra de franska fartygen i Toulon intakta den 27 november, men fartyget sänktes av sin besättning. Hon lade sig på hamnens botten med en svår slagsida. Få försök gjordes att bärga henne innan hon träffades av en bomb. Hennes vrak skrotades på plats 1951.